# Gesichtsversehrter
Als Gesichtsversehrter wird ein Mensch bezeichnet, der im Ersten oder Zweiten Weltkrieg schwerwiegende Verletzungen des Gesichtes erlitt. Gesichtsversehrte wurden auch „Gesichtsverletzte“, „Kriegszermalmte“ beziehungsweise „Menschen ohne Gesicht“ genannt.
„Die Verwundeten litten an schwerster Entstellung, folgender psychischer Traumatisierung und waren oft nicht fähig, sich selbst zu ernähren.“
In Frankreich werden Gesichtsversehrte als Gueules cassées (französisch, Plural von « gueule cassée »; deutsch zerhauene Visagen, zerfetzte Gesichter; wörtlich zerschlagene Fressen) bezeichnet. So werden diejenigen Soldaten des Ersten Weltkrieges genannt, die mit (sichtbaren) Gesichtsverletzungen in die Gesellschaft zurückkehrten. Sie litten ihr Leben lang unter physischen, psychischen und sozio-kulturellen Folgen. Der Historiker Gerd Krumeich nennt sie „die größten Verlierer des Ersten Weltkriegs“.

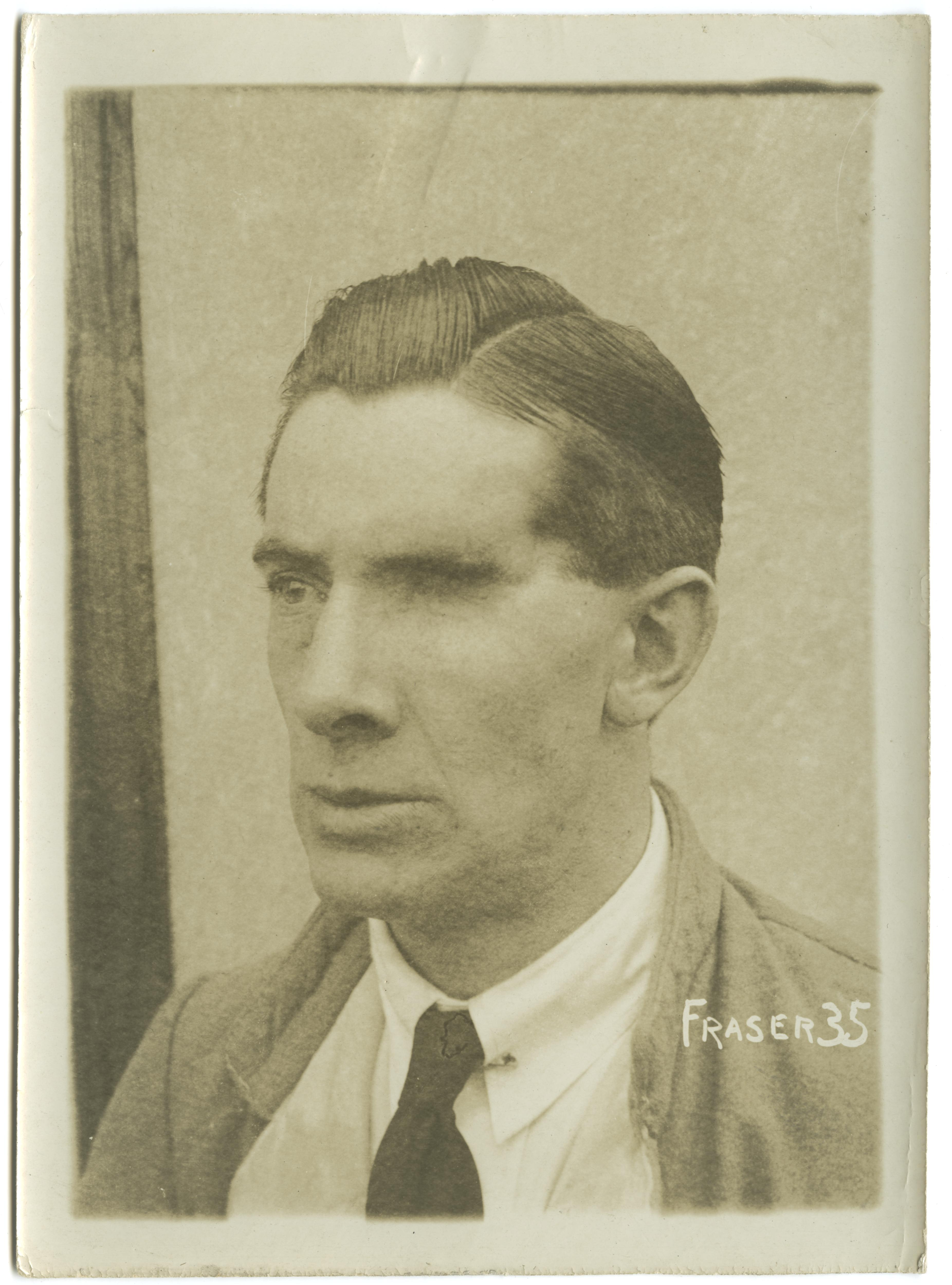
Gesichtsversehrter Soldat

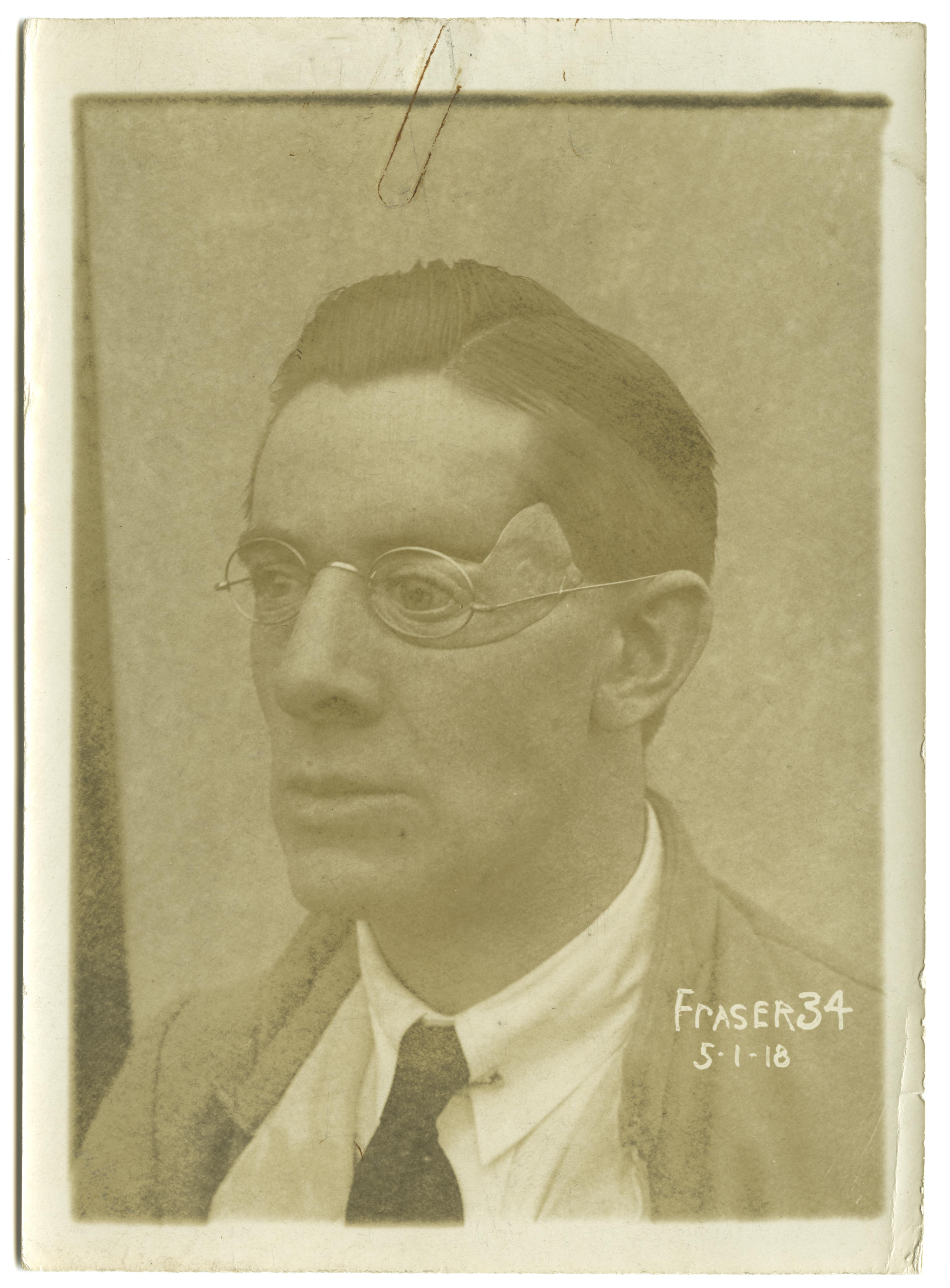
Gesichtsversehrter Soldat mit Epithese

## Etymologie

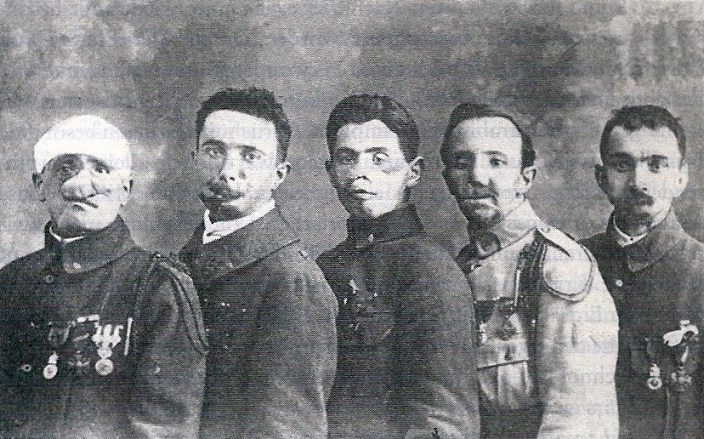
Albert Jugon, André Cavalier, Pierre Richard, Henri Agogué und Eugène Hébert (v.l.n.r), bekannt als „les cinq gueules cassées“ (später als Postkartenmotiv verwendet worden)

Der derbe Begriff Gueules cassées wird Colonel Yves Picot (1862–1938) zugeschrieben, dem, als er mit einem Verband um den Kopf, bei einer patriotischen Feier an der Pariser Sorbonne der Zutritt wegen fehlendem Einladungsschreiben versagt wurde. Er ging daraufhin spazieren und beobachtete, wie sich jemand schnellen Schrittes und mit kurzem Zeigen einer Karte aus der Tasche an der Wache vorbeidrängte – nach der Wachablösung am Eingang machte er es ihm gleich und ergänzt beim Vorbeigehen: « Gueule cassée. » Heutzutage wird der Ausdruck Gueules cassées auch für verwundete Soldaten aus anderen Kriegen verwendet, auch mit dem Hintergedanken, an die Schrecklichkeit des Krieges (an der Menschheit im Gesamten) zu erinnern und davor zu warnen.
Während der Unterzeichnung des Friedensvertrag von Versailles am 28. Juni 1919 nahmen fünf Gueules cassées [siehe Foto] im Spiegelsaal Aufstellung, was auf die Initiative von Premierminister Georges Clemenceau zurückging, der sie durch den Pariser Militärgouverneur beim Chefarzt Hippolyte Morestin (1869–1919) vom Val-de-Grâce-Krankenhauses anfragen ließ; zu diesem Zeitpunkt wurden noch zweihundert Patienten mit Gesichtsverletzungen allein in diesem Krankenhaus behandelt. Albert Jugon, Wortführer der fünf Gueules Cassées, unterzog sich 38 Eingriffen, oft ohne Narkose.
Ihre Narben sollten der deutschen Delegation nochmals das Ausmaß und das Leid der deutschen Kriegsschäden an Frankreich vor Augen führen, so Premierminister Georges Clemenceau, weshalb er sie in der mittleren Fensternische, in der Nähe des Tisches der deutschen Delegation platzierte und ihnen vor der Vertragsunterzeichnung wortlos die Hände schüttelte; ob die deutsche Delegation von den fünf Gueules cassées, im Gegenlicht und ob der Überfülle des Spiegelsaal von Versailles, überhaupt Notiz nahm, ist „freilich zweifelhaft“. Die Anwesenheit der Fünf während der Unterzeichnung des Friedensvertrages wurde auch kritisiert, weil sie „nur den Zweck hatten“, die deutschen Delegierten zu schockieren und zu beschämen: « un acte anti-allemand » (deutsch: „eine anti-deutsche Handlung“). Der Vertrag sollte vielmehr der Schlussstrich unter vier Jahre Krieg und Leid sein, ohne den Groll zwischen den beiden Ländern wieder anzuheizen, so wurde gemahnt.

„Vous avez souffert mais voici votre récompense. [Et ses mains montrèrent le traité de paix placé sur la petite table]“

„Ihr habt gelitten, aber hier ist eure Belohnung. [Und seine Hände zeigten auf den Friedensvertrag, der auf dem kleinen Tisch lag.]“

„Indem die französische Regierung uns ausgewählt hat, demonstrierte sie ihren Willen, den deutschen Delegierten die schmerzhaften Konsequenzen des Krieges zu demonstrieren, den sie verschuldet haben. Zugleich demonstrierte sie, dass der Friede, den wir feiern, teuer bezahlt wurde.“

Die Gueules cassées galten nach dem Ersten Weltkrieg als die wahren Helden, als die wirklich großen Heroen dieses Krieges, die das größtmögliche Opfer für den Sieg haben bringen müssen: ihr Gesicht und somit ihre Identität (ihr „Ich“). Sie wurden nicht ins Abseits gedrängt, sondern zum Beispiel mit staatlich gedruckten Postkarten geehrt (wie z. B. mit dem Motiv der « Cinq gueules cassées » vom Friedensvertrag von Versailles). Am 21. Juni 1921 gründeten Albert Jugon und Bienaimé Jourdain den Verein « Union des Blessés de la Face et de la tête » (deutsch: „Bund der Verwundeten an Gesicht und Kopf“), kurz UBFT, der noch heute besteht. Die Polizeipräfektur von Paris verweigerte dem Verein zunächst das Tragen des eigentlich vorgesehenen Namens „Gueules cassées“. Yves Picot wurde erster Vereinspräsident, Jourdain sein Vize und zum Motto des Vereins wurde « Sourir quand même » (dt. Trotzdem lachen).
In der Weimarer Republik war es hingegen genau andersherum: Wer dort mit diesem unübersehbaren Makel einer Gesichtsverwundung im öffentlichen Leben auftrat, der erinnerte jeden Betrachter an den verlorenen Krieg und seine Opfer, weshalb sie „zum Tabu gerieten“. Das Kaiserreich existierte nicht mehr, der Krieg wurde verloren und mit der Weimarer Republik lebte man nun sogar in einem neuen Staat bzw. einer neuen Staatsform, so dass über die Gesichtsversehrten im Allgemeinen nicht gesprochen und berichtet wurde. Jedoch galten sie für die Antikriegsbewegung als lebendes Mahnmal gegen den Krieg und wurden von Schriftstellern und Künstlern durch Fotografien, Ausstellungen und Literatur in Szene gesetzt, zum Beispiel im pazifistischen Buch Krieg dem Kriege von Ernst Friedrich, in dem er sie zum Mahnmal gegen die Krieg machte – als Schreckensbild und gegen die Heroisierung des Krieges und des (preußischen) Militärs.

„Warum versteckt man diese Denkmäler des Schreckens? Man sollte sie der Jugend zeigen, damit sie lernt und erfährt, was Krieg ist.“

## Geschichte
Der Erste Weltkrieg mit seinem schnell eingesetzten und beide Seiten zermürbenden Stellungskrieg an der Westfront (Grabenkampf) führte zu neuartiger Kriegsführung, die mit neuartigen Waffenwirkungen (wesentlich höhere Schussfrequenz, Artillerie, Maschinengewehre und Splittergeschosse) zu einer Art von Verletzungen und einer Anzahl von Verwundeten in einem bis dahin noch nie da gewesenen Ausmaß führte, vor allem bedingt durch den Grabenkampf im Kopfbereich. Es waren vor allem die Splittergeschosse der Artillerie und der Granaten, die die typischen Entstellungen der Gueules cassées verursachten, da diese Geschosse keine glatten Wunden, sondern Zerreißungen des Gewebes mit zerfetzten Wundrändern, oft mit Substanzverlust einhergehend, verursachten, die naturgemäß schwerer zu versorgen waren.
Die im Gesicht verwundeten Soldaten wurden weder zurück an die Front geschickt noch in der Kriegsindustrie eingesetzt: Sie wurden in Lazaretten behandelt, operiert oder in den schwersten Fällen in Heimen vor der Öffentlichkeit abgeschirmt. Das Militär und die französische Regierung betrachtete es als notwendig, dieses Schrecken des Krieges bestmöglich zu verstecken, um den Durchhaltewillen in der Bevölkerung und unter den Soldaten nicht zu untergraben; der Schrecken des Krieges sollte bestenfalls nicht in der Öffentlichkeit sichtbar sein. Kriegsfürsorge, Lazarettschulen- und werkstätten sowie Vorführungen von „Vorzeigeinvaliden“ waren Elemente dieses Narrativs zur nationalen Beruhigung der Bevölkerung. Die zur Schau gestellte Leistungsfähigkeit von Medizinern und Ingenieuren, mit immer neuen Fortschritten in deren Disziplinen, sollte versichern, dass jeder Versehrte mit den entsprechenden „bestmöglichen“ Hilfsmitteln und durch Mobilisierung seiner eigenen Willenskraft wieder vollwertige Arbeitskraft erlangen und später in die Nachkriegsgesellschaft integriert werden könne.
Es wird geschätzt, dass mindestens 40 % oder bis zu über der Hälfte der rund 8,4 Millionen mobilisierten französischen Soldaten verwundet wurden. Im Grabenkrieg des Ersten Weltkriegs waren Kopf- bzw. Gesichtsverletzungen eine Regelverletzung, sie machten 11 bis 14 % der Verletzungen aus. Von den insgesamt 388.000 Schwerverletzten hatten zwischen 10.000 und 15.000 schwerste Gesichtsverletzungen erlitten und waren meist in einem Alter zwischen 19 und 40 Jahren. Insgesamt starben rund 1,37 Millionen Soldaten. Deutsche Zahlen variieren erheblich: zwischen knapp 50.000 und rund 100.000, bei 2–2,04 Millionen toten Soldaten. In Großbritannien lag die Zahl der Gesichtsverletzten bei ungefähr 20.000 bei 750.000 Gefallenen. Die Vereinigten Staaten zählten 200–300 Soldaten, die eine Gesichtsmaske benötigten, ein Zehntel im Vergleich zur Zahl in Frankreich, bei 117.000 Gefallen. Für das Zarenreich ist das Schicksal von Gueules cassées unbekannt, auch weil der dortige Krieg anders ausgetragen wurde.

„Ich starre in ein kreisförmiges Loch von der Größe eines Handtellers, das von der Nasenwurzel bis zum Unterkiefer reicht. Das rechte Auge ist zerstört, das linke halb geschlossen. Während ich mit dem Mann rede, sehe ich das ganze Innere seiner Mundhöhle offen vor mir liegen: Kehlkopf, Speiseröhre, Luftröhre, wie bei einem anatomischen Präparat (...). Was ich gesehen habe, geht über das Maß all dessen, was Worte ausdrücken können.“

„Zu den mißlichsten Wunden, die die Krieger davongetragen haben, sind die Gesichtsverletzungen zu zählen. Zumal ja dadurch der ganze Mensch an seinem wichtigsten Körperteil bis an sein Lebensende verunstaltet ist. Aus dieser Mentalität heraus ist es auch zu erklären, daß sich die Gesichtsverletzten besonders eng zusammenschließen. Im Jahre 1922 haben drei französische Offiziere, die im Weltkrieg Gesichtsverletzungen davongetragen haben, die „Union der zerschlagenen Schnauzen“ (die „Gueules cassees“) gegründet. Sie hatten an maßgebenden Stellen ganz richtig erklärt, daß das durch Kriegsverletzungen entstellte Gesicht sich für den Betroffenen besonders schlimm auswirkt. Er wird, wie vielleicht kein Zweiter, von ungeheuren Minderwertigkeitsgefühlen geplagt.“

## Medizinische Versorgung
Im Gefolge des Ersten Weltkrieges sind Gesichtsversehrte „[…] zu einem riesigen Experimentierfeld für die sich neu entwickelnde Gesichtschirurgie“ geworden. Medizinisch versorgt wurden Gesichtsversehrte in Deutschland beispielsweise in der Charité und im Universitätskrankenhaus in Leipzig. Der Kieferchirurg Christian Bruhn behandelte in Düsseldorf Gesichtsversehrte. Zur Abdeckung der kriegsbedingten Gesichtsverletzungen dienten Epithesen. Nach dem Zweiten Weltkrieg, 1951, entstand die Deutsche Gesellschaft für Mund-, Kiefer- und Gesichtschirurgie als Fachgesellschaft.

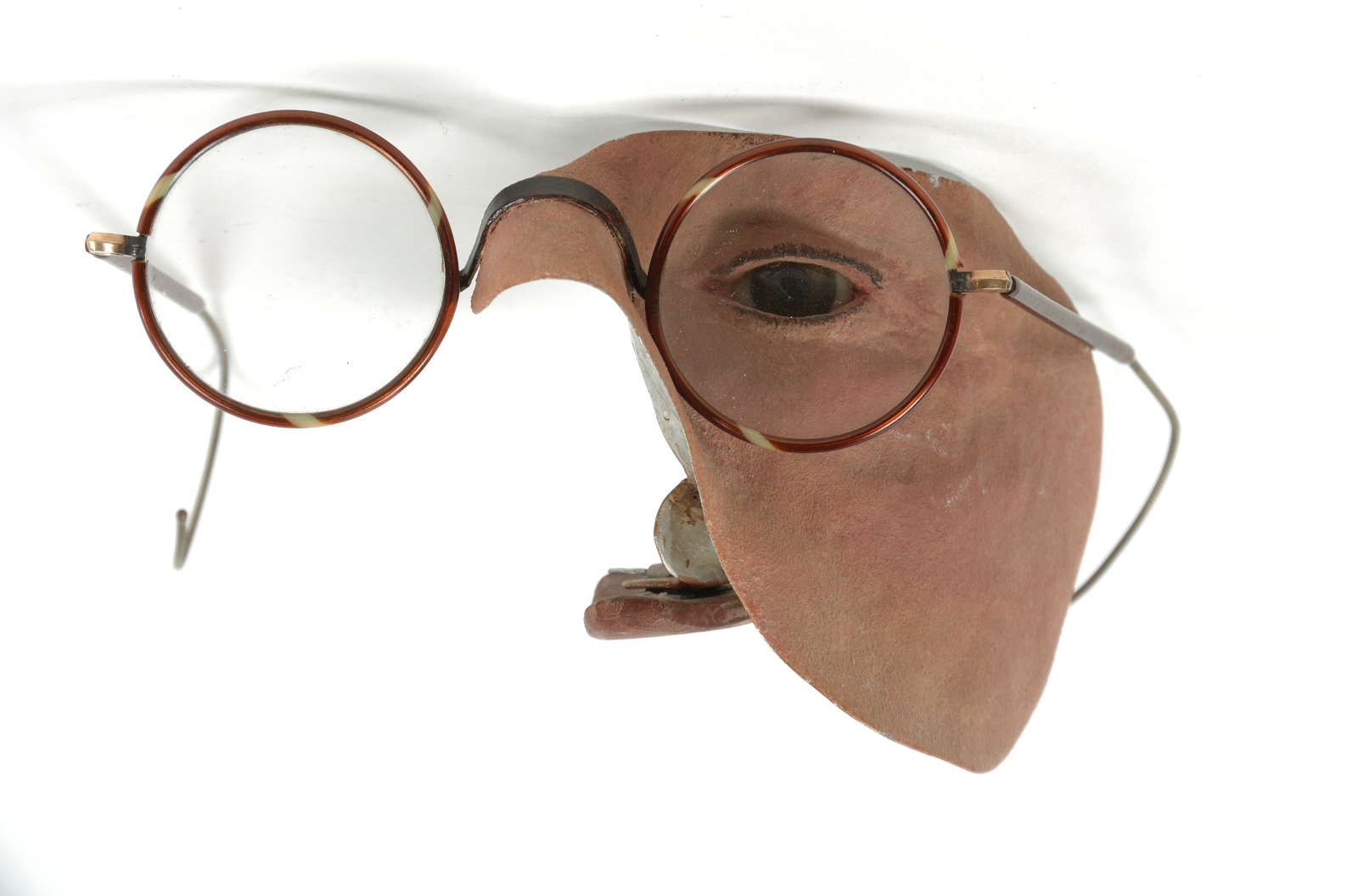
Gesichtsprothese bzw. Epithese, hergestellt von Johannes Esser

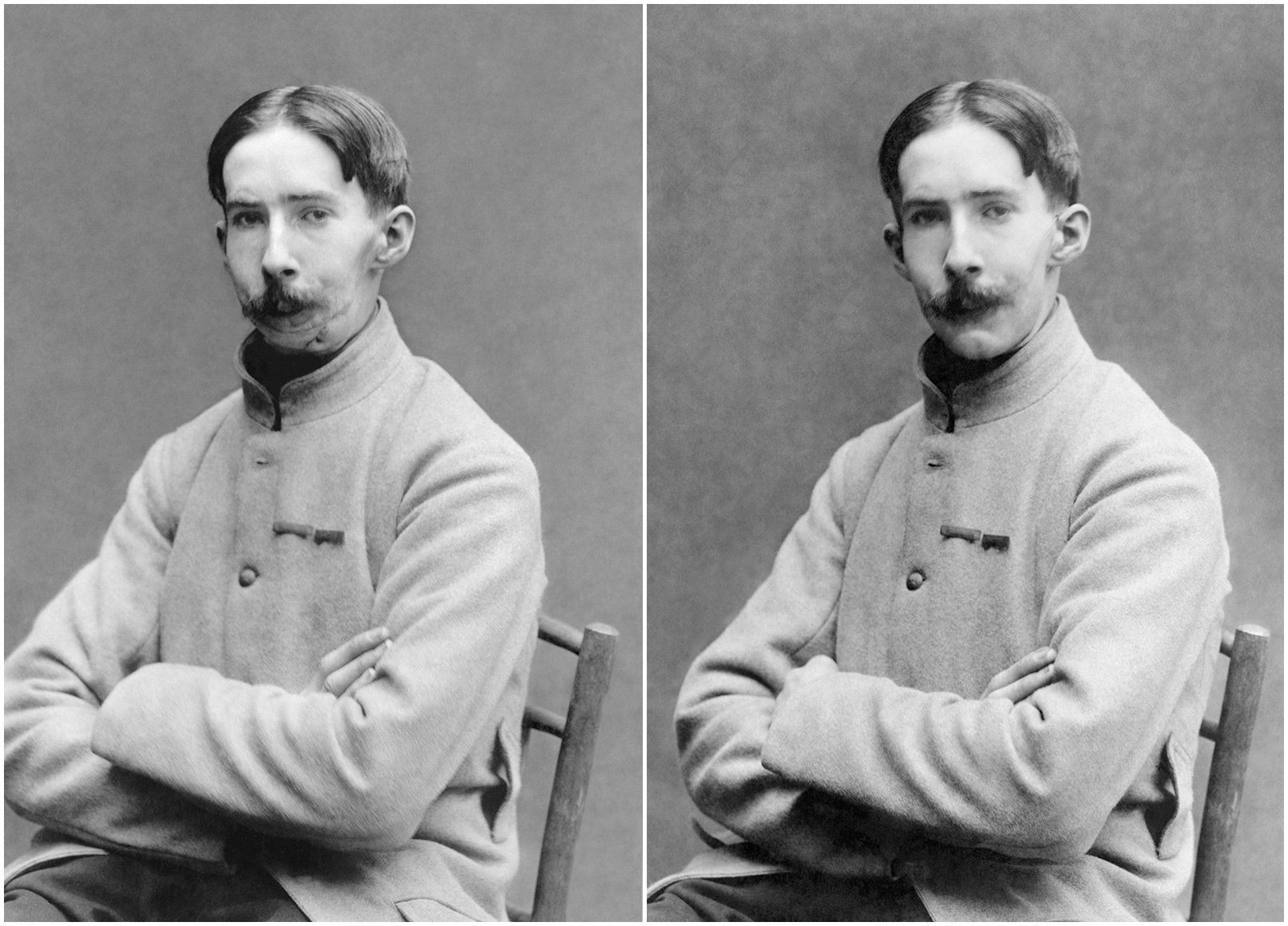
Französischer Soldat ohne (links) und mit Unterkiefermaske, hergestellt von Anna Coleman Ladd

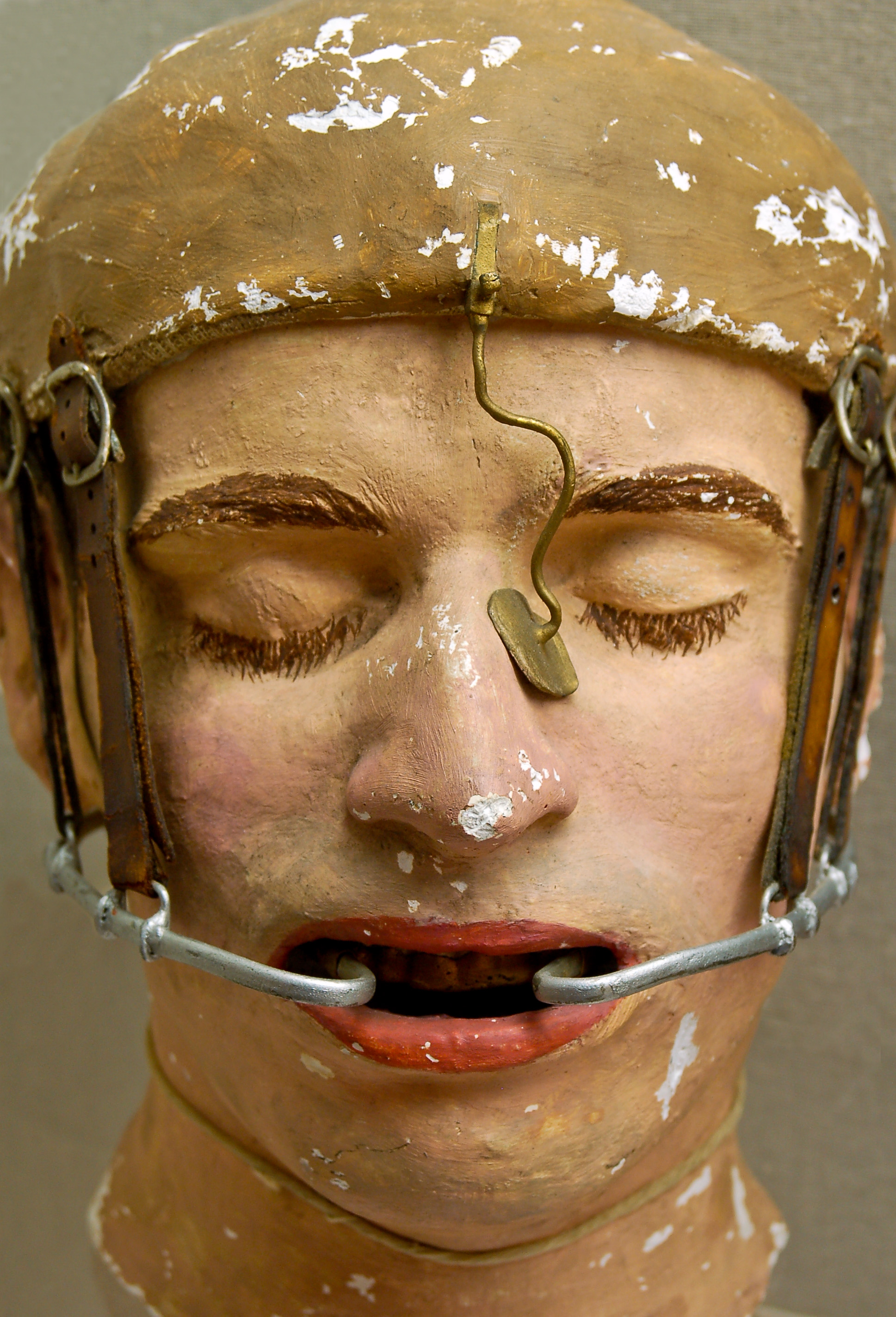
Gipsmodell eines tragbaren post-operativen Schienenapparates im Rahmen einer Gesichtsrekonstruktionoperation (Nase, Mundhöhle, Kiefer). Der durch die Klammern ständig offene Mund führte zu erhöhtem Speichelfluss.

Der Erste Weltkrieg war eine Zäsur: In den Kriegen zuvor sind Schwerstverwundete in der Regel auf dem Schlachtfeld verstorben, wurden dem Tod überlassen oder „vom Leid erlöst“, wenige überlebten ihre Verletzung. Die großen Fortschritte der Medizin vor und im Ersten Weltkrieg und die Professionalisierung und Ausstattung eines straff durchorganisierten Sanitätswesen ermöglichten vielen Soldaten das Überleben. Schlimmste (Gesichts-)Verletzungen konnten behandelt werden, eine Kriegsfürsorge bemühte sich um die Rückführung der Versehrten ins Arbeitsleben, wofür es guter Medizin und Prothesen bedurfte. Die Medizin versuchte, den im Gesicht gezeichneten Soldaten mit Masken und/oder Prothesen bzw. Epithesen die Wiedereingliederung in die Gesellschaft zu erleichtern. Verletzungen des Unterkiefers waren dabei die häufigste behandelte Gesichtsverletzung, wobei zu erwähnen ist, dass je höher die Verletzung im Gesicht war, desto wahrscheinlich diese Verletzung mit der Verletzung des Gehirns einherging und zum Tode auf dem Schlachtfeld führte. Ab der Einführung des Adrian-Helms auf französischer, dem Stahlhelm auf deutscher und dem Brodie-Helm auf britischer sowie US-amerikanischer Seite stieg die Zahl der behandelten Gesichtsverletzten (v. a. Mund, Kiefer, Zahn) signifikant an, weil es durch die neuen Stahlhelme zu weniger durch Splitter hervorgerufenen (oftmals mittelbar oder unmittelbar tödlichen) Kopfverletzungen kam.
Die hohe Anzahl an Gesichtsverletzungen und der Fokus auf die ästhetisch-plastische post-operative Wiederherstellung des Gesichtes führte zu enormen Fortschritten in diesem Teilbereich der Disziplin und letztlich zur Gründung der Mund-, Kiefer- und Gesichtschirurgie (MKG) (französisch chirurgie maxillo-faciale) als eigenständige Disziplin, denn zum Beispiel legten noch zu Beginn des Krieges Zahnmediziner Harzprothesen ein. Der preußische Generalstabsarzt Otto von Schjerning zum Beispiel setzte sich für die Gründung der Stiftung Fürst Donnersmarck-Stiftung (1916) zur Rehabilitierung kriegsversehrter Soldaten ein und forderte während des Krieges die Feldärzte und das medizinische Personal auf, ihre Beobachtungen und Erfahrungen an der Front und in den Lazaretten festzuhalten und für eine Publikation vorzubereiten, woraus in den Jahren 1921 bis 1934 das neunbändige Werk Handbuch der ärztlichen Erfahrungen im Weltkriege 1914/1918 hervorging, in welchem führende Mediziner auf mehr als 6500 Seiten die Fortschritte der Medizin im Laufe des Krieges dokumentierten. Auf französischer Seite sei hier Jules Mardochée Amar (1879–1935) zu nennen, der Prothesen und Schulungsprogramme zur beruflichen Wiedereingliederung von Kriegsversehrten entwickelte; unter anderem publizierte 1916 er La prothèse et le travail des mutilés. Als medizinische Errungenschaften des Ersten Weltkriegs im Bereich der Prothesen sind zum Beispiel die Fischer-Hand von Konrad Biesalski oder der Sauerbruch-Arm von Ferdinand Sauerbruch zu nennen. Im Bereich der MKG-Chirurgie sind der französische Chirurg Hippolyte Morestin (1869–1919) zu nennen, Pionier der noch jungen plastischen Chirurgie der eine Vielzahl an Gesichtsoperationen durchführte und dessen technische Erfindungen noch heute [in weiterentwickelter Form] Anwendung finden, sowie „der Vater der plastischen Chirurgie“ Sir Harold Gillies.
Wenn die Chirurgen nicht weiterkamen oder für den Patienten überzeugende Gesichtskorrekturen ausblieben (was nicht selten der Fall war, trotz mehrerer Eingriffe gelangen überzeugende Korrekturen nur selten – der Gueule cassée Albert Jugon wurde ganze 38 Mal operiert, oft ohne Narkose –), blieben dem Gueule cassée zwei Möglichkeiten: Entweder akzeptierte er sein (post-operatives) Erscheinungsbild oder er griff auf Prothesen oder Masken zurück, wofür er sich an Künstler wie die französische Bildhauerin Jane Poupelet, den britischen Bildhauer Francis Derwent Wood oder die US-amerikanische Bildhauerin und Prothetikerin Anna Coleman Ladd wandte, die 1917 extra mit ihrem Ehemann nach Frankreich übersiedelte und in Paris das US-amerikanische Rote Kreuz „Studio for Portrait-Masks“ gründete, um Masken für Männer herzustellen, wofür das Gesicht von vorne und im Profil fotografiert wurde; insgesamt 185 Masken produzierte Ladd. Verletzungen an Auge und/oder Augenhöhle wurden mit dem Einsatz einer Augenprothese bzw. Epithese versucht zu verdecken; der Unterschied beider Augen wurde versucht mit einer Brille zu maskieren. Brillen wurden auch genutzt, um Nasenprothesen daran zu befestigen, was jedoch häufig als „falsche Maske“ aufflog, aufgrund des zumeist unterschiedlichen Hauttons. Des Weiteren war vielen das Gewicht der Nasenbrille und auch das für das Tragen notwendige vorsichtige Behandeln einer solchen – damit sie nicht verrutscht – zu mühselig, weshalb sie einen einfachen Verband oder die Freilegung ihres Gesichtes bevorzugten.

## Rezeption

### Kino
- Au revoir là-haut (2017), Adaption von Pierre Lemaitres gleichnamigen Werk aus dem Jahr 2013

### Kultur
- Otto Dix (1891–1969) bildete Gesichtsversehrte u. a. in seinem Gemälde Die Skatspieler ab.
- 1920: Erste Internationale Dada-Messe, mit „Werken von Otto Dix, George Grosz und Raoul Hausmann […] die durch Collagen oder collagenartige Zusammenschnitte oft kritisch und satirisch verarbeiteten Antworten der Avantgarde auf die versehrten und technisierten Körper“ gaben.[19]
- 1924: Ausstellung im Berliner Anti-Kriegs-Museum von Ernst Friedrich, der ausgewählte Porträts der 25 veröffentlichten Porträts aus seinem Buch Krieg dem Kriege aus demselben Jahr ausstellte.[3]
- 1962 Heinz G. Konsalik veröffentlichte den Roman Das geschenkte Gesicht, der das Schicksal Gesichtsversehrter anspricht.
- 2014: „Les Gueules Cassées“ – Narben des Ersten Weltkrieges in der zeitgenössischen Kunst, Ausstellung von Markus Schinwald und Thomas D. Trummer in der Kunsthalle Mainz.[4]

## Anmerkung
1. 1 2  Im Ersten Weltkrieg verursachten Artillerie und Maschinengewehre zwei Drittel der Verletzungen.